# VDM Publishing
VDM Publishing es un grupo editorial alemán con sede en Saarbrücken, Alemania, con oficinas en Argentina, Letonia, Mauricio y Moldavia.
Los editores aclaran que en el caso de publicaciones académicas las publicaciones no poseen revisión debido a que se trabaja con investigaciones y tesis de casas de altos estudios. Sin embargo, bajo este entendido la editorial publica un sinnúmero de trabajos (tesis, tesinas, informes de investigación, trabajos escolares, todo tipo de texto producido en universidades) cuya calidad no es sometida a revisión de pares. VDM's, la casa matriz de EAE ha recibido críticas por la solicitud de manuscritos a miles de individuos, por publicar autores sin experiencia bajo la apariencia de un recorrido académico, por beneficiarse de colaboradores anónimos y voluntarios de la web y por no ser suficientemente claros a la hora de aclarar la naturaleza gratuita de los contenidos que venden. VDM ha respondido que la Wikipedia es una valiosa fuente de calidad, que la compañía no ve ningún problema en solicitar a los autores su material y que los compradores son debidamente informados sobre el origen de la información, que los libros son una estrategia adecuada para compilar artículos y que sus clientes están satisfechos. Su producción de libros se basa en la tecnología de impresión bajo demanda.

## Descripción
La primera editorial del grupo, Verlag Dr. Müller, fue fundada en Düsseldorf en 2002 por Wolfgang Philipp Müller (Dr. Wolfgang P. Müller) y fue trasladada a Saarbrücken en agosto de 2005. La oficina de Mauricios se estableció en abril de 2007 y fue gestionada desde el año 2008 hasta mayo de 2011 por David Benoit Novel. Desde junio de 2011, esta sede se encuentra dirigida por Reezwan Ghanty y Ribet Laurent. 
En 2007, el grupo comenzó a distribuir sus publicaciones a través de Lightning Source, Amazon, Amazon.co.uk y German company Books on Demand. 
Durante el año 2011 VDM comenzó a publicar trabajos de autores hispano-hablantes, con sede en Argentina y bajo la dirección de la Dra. Malvina Rodríguez se inaugura la nueva oficina. 
Los sellos editoriales del grupo VDM: Alphascript, Betascript, Fastbook Publishing y Doyen Verlag se especializan en la publicación y venta de artículos de Wikipedia en formato impreso a través de la impresión bajo demanda, en librerías de comercio electrónico. Alphascript distribuye publicaciones a través de varias tiendas de libros en línea. Algunos de estos libros se venden a través de Amazon.com. 
Desde noviembre de 2010, se han producido alrededor de 150.000 títulos. En junio de 2010, VDM inició su propio negocio de venta de libros en línea: Get Morebooks!

## Grupo Editorial VDM
El Grupo Editorial VDM se especializa en la publicación de tesis y proyectos de investigación en alemán, ruso, español, Francés e Inglés. Sus servicios son gratuitos para los autores. Su modelo de negocio consiste en un equipo de editores de adquisiciones, que busca a través de Internet autores académicos y los invita a través de correo electrónico a publicar sus manuscritos. VDM envía correos electrónicos a personas que han escrito una tesis de maestría o tesis doctoral, y cuya universidad posee una biblioteca con un catálogo web accesible.

## Otras publicaciones
En abril de 2010, VDM comenzó un sello en inglés dedicado a la religión, la espiritualidad y la teología cristiana: Fromm Verlag. En octubre de 2010, DICTUS Publicaciones se lanzó a publicar textos, también en idioma inglés, relacionados con la política de la Unión Europea. En 2011, JustFiction! comenzó a publicar novelas y cuentos de nuevos autores. Ya en el año 2012, se lanzan los sellos en español PUBLICIA (dedicado a tesis doctorales y postdoctorales), Dictus (Serie Política y Democracia) y Credo Ediciones (destinado a la publicación de textos religiosos).

## Críticas
Varias universidades han publicado información sobre esta editorial dirigida a sus estudiantes como respuesta a las dudas planteadas por sus métodos. Más recientemente, la Revista Cubana de Información en Ciencias de la Salud (ACIMED) publica en su Vol. 23 (2012) una evaluación acerca de VDM y su subsidiaria “Editorial Académica Española”, a la que considera una ‘modalidad editorial espuria’. 
En una entrevista realizada en 2009 y publicada en la web de VDM, Wolfgang P. Muller, director de VDM Publishing Group, se defiende de acusaciones de agresividad y falta de interés en los contenidos de los libros publicados por su grupo alegando que sus clientes están satisfechos, así como que son capaces de ofrecer un servicio gratuito a los autores.